# Manuel Míguez González
Manuel Míguez González (24 de março de 1831 - 8 de março de 1925) - no religioso Faustino da Encarnação - foi um sacerdote espanhol e membro professo dos Escolápios, bem como o fundador das Filhas da Divina Pastora - mais conhecido como Instituto Calasanziano.  Ele ganhou uma reputação bastante forte por ser um pastor formidável e um homem dedicado tanto à educação quanto à ciência, enquanto usava seu conhecimento científico para inventar medicamentos naturais para ajudar os doentes que o procuravam em busca de ajuda. Mas o seu ativismo religioso aumentou quando viu mulheres analfabetas e marginalizadas e decidiu então estabelecer uma congregação religiosa para educar as mulheres.  
A beatificação foi realizada na Praça de São Pedro em 25 de outubro de 1998 sob o Papa João Paulo II. O Papa Francisco confirmou a sua canonização em 21 de dezembro de 2016; uma data oficial foi marcada em uma reunião do Colégio Cardinalício em 20 de abril e ele foi canonizado como santo em 15 de outubro de 2017.

## Vida
Manuel Míguez González nasceu na província de Ourense em 24 de março de 1831, como o quarto e último filho de Benito Míguez e María González. Antes dele estava o filho mais velho, Carmiña, e depois Antonio e José. O menino foi posteriormente batizado na igreja paroquial de San Jorge de Acebedo, na localidade vizinha à sua, no dia 25 de março. Fez a Primeira Comunhão em 1841.
Na infância ele adorava árvores e passava muito tempo observando-as. Estudou latim e humanidades em Ourense, onde descobriu e discerniu pela primeira vez a sua vocação para ser sacerdote; isso se intensificou ao saber que seu irmão mais velho, Antonio, estava a caminho do sacerdócio através dos estudos eclesiais e José planejava se tornar um. Mas o pai não gostou da ideia, pois propôs que José cuidasse da fazenda e deixasse Antonio e Manuel irem. Entrou no noviciado dos Escolápios em 1850, em Madrid, em São Fernando, e assumiu o hábito pela primeira vez em 5 de dezembro de 1850, assumindo o nome religioso de "Faustino da Encarnação"; ele foi ordenado diaconado em 1855.  González fez seus votos solenes em 16 de janeiro de 1853. Recebeu as ordens menores e a tonsura em 23 de dezembro de 1854 e tornou-se subdiácono em 24 de dezembro de 1854. Ele estudou ciências naturais em algum momento de sua educação. González recebeu a ordenação sacerdotal do Bispo de Osma-Soria Vicente Horcos San Martín na igreja paroquial de San Marcos de Madrid em 8 de março de 1856. Ele celebrou sua primeira Missa na festa de São José em 19 de março de 1856.
O novo sacerdote foi enviado em diversas missões a escolas de lugares como San Fernando e Celanova, mas também foi designado para outras localidades como Monforte de Lemos. Mas o padre foi enviado para Guanabacoa, em Cuba, em 1857 e posteriormente retornou em 3 de março de 1860 devido a doença; ele chegou a Cuba em 3 de novembro de 1857.  Mas o tempo que passou nas escolas não o fez negligenciar seus outros deveres como padre, pois adorava passar horas a fio ouvindo confissões e, no devido tempo, tornou-se conhecido por sua notável paciência e sábios conselhos. 
Suas habilidades científicas permitiram-lhe investigar as propriedades curativas de várias plantas que ele considerava remédios de Deus para a cura de várias doenças e muitas vezes ele preparava remédios e curava as pessoas doentes que o procuravam em busca de sua ajuda. Mais tarde, ele foi enviado para Sanlúcar de Barrameda, onde encontrou mulheres marginalizadas e analfabetas e decidiu ajudá-las nesta terrível injustiça.  Ele fundou as Filhas da Divina Pastora em 2 de janeiro de 1885 para meninas – também conhecido como Instituto Calasanzian – e deu ênfase à sua educação para a promoção da mulher na vida. Sua ordem recebeu a aprovação diocesana do Arcebispo de Sevilha em 12 de junho de 1889 e mais tarde recebeu o decreto papal de louvor do Papa Pio X em 6 de dezembro de 1910, antes de receber sua aprovação total em 1912.  De 30 de setembro de 1888 até sua morte residiu em Getafe.
O padre morreu em 8 de março de 1925. Em 2006, a sua ordem conta com 268 religiosos num total de 43 comunidades em nações como Equador e Índia, entre outros lugares. 

## Santidade
A causa de beatificação começou em Madrid num processo informativo que se estendeu de 31 de janeiro de 1953 até um ponto não especificado, mas um processo apostólico foi posteriormente realizado para recolher mais provas. A introdução formal da causa ocorreu em 7 de janeiro de 1982, depois que a Congregação para as Causas dos Santos concedeu o " nihil obstat " oficial e o intitulou Servo de Deus. A CCS validou os dois processos anteriores em 28 de fevereiro de 1984 e posteriormente recebeu o dossiê oficial da Positio da postulação para avaliação. Os teólogos aprovaram a causa em 26 de junho de 1990, assim como a CCS em 20 de outubro de 1992. O Papa João Paulo II reconheceu que viveu uma vida de virtudes heroicas e proclamou-o Venerável em 21 de dezembro de 1992.
O único milagre necessário para a beatificação foi investigado na diocese de sua origem e recebeu validação CCS em Roma em 2 de dezembro de 1994. O conselho de especialistas médicos que assessoram a CCS aprovou este milagre em 9 de Novembro de 1995, assim como os consultores teológicos em 12 de Junho de 1997 e a própria CCS em 17 de Março de 1998. João Paulo II aprovou esta cura como um milagre legítimo em 6 de abril de 1998 e beatificou o falecido padre escolápio na Praça de São Pedro em 25 de outubro de 1998.
O segundo milagre – o da santidade plena – foi investigado na sua diocese de origem e posteriormente recebeu validação oficial da CCS em 31 de maio de 2010. O Papa Francisco aprovou este milagre em 21 de dezembro de 2016 e assim confirmou a sua canonização para 2017; uma data formal foi marcada em uma reunião do Colégio Cardinalício em 20 de abril e ele foi canonizado como santo em 15 de outubro de 2017.
O postulador desta causa no momento da canonização foi Mateusz Pindelski.